# HushPuppies
Pour les articles homonymes, voir Hush Puppies.
HushPuppies est un groupe de rock indépendant français, originaire de Paris. Le groupe compte un total de trois albums studio, The Trap (2005), Silence Is Golden (2007), et The Bipolar Drift (2011).

## Biographie

### Formation et débuts (2002–2006)
L’histoire débute au lycée à Perpignan lorsque Franck, Cyrille, Wilfried et Olivier, tous les quatre fans de groupes de rock comme les Kinks ou encore The Small Faces, décident de créer un groupe de garage sixties, les Likyds. Après sept années d’activité, le groupe se sépare car Olivier, le chanteur, et Cyrille, le guitariste, doivent partir travailler à Paris. Plus tard, ils sont rejoints par Franck et Wilfried, venus eux aussi faire leurs études dans la capitale. 
C'est en 2002 qu'ils décident de refonder le groupe en incorporant un bassiste, Guillaume, un ami de longue date originaire de Bordeaux. Le nom du nouveau groupe est HushPuppies. Leur première démo, qu'ils appellent HushPuppies, sort en avril 2003 et contient quatre titres. En 2004, deux EP émergent dont The Garden, chez Diamondtraxx, qui les révèle au grand public.
C'est en 2005 que le groupe sort son premier vrai album The Trap, toujours chez Diamondtraxx, dont est extrait leur premier single You're Gonna Say Yeah!. La chanson You're Gonna Say Yeah! est utilisée pour la musique de la publicité Mennen, la chanson Bassautobahn pour la publicité Toyota Auris, et Pale Blue Eyes pour la bande son du jeu vidéo Rugby 08. Le 13 septembre 2006, ils font un concert sauvage sur l'étage d'un bus londonien, à Paris, Place de l'Opéra. Cet évènement est organisé et sponsorisé par la radio française Le Mouv'.

### Silence Is Golden(2007–2010)
Le 5 novembre 2007, le groupe sort son deuxième album Silence Is Golden. La chanson phare de celui-ci est Bad Taste and Gold on the Doors, que certains appelleront aussi I Want My Kate Moss. Il comprend aussi Down, Down, Down et des chansons plus énergiques comme Lost Organ ou Moloko Sound Club.
À la suite de la fermeture du label Diamondtraxxx (fondé par Benjamin Diamond) qui a produit ses deux premiers albums, le groupe décide de partir à la recherche d'un nouveau label pour sortir son troisième album. Mais les HushPuppies décident finalement de sortir leur troisième album sur leur propre label, Chut le Caniche Éditions, distribué en licence exclusive par Differ-Ant.

### The Bipolar Drift(depuis 2011)
Ce troisième album intitulé The Bipolar Drift est sorti le 21 mars 2011. Ils ont auparavant sorti, avec les studios du Pop In, un 45 tours contenant une de leurs premières chansons, Natasha, et une reprise de Patrick Coutin, Fais-moi jouir. Le 20 janvier, le groupe dévoile le premier extrait de leur album : Low Compromise Democracy, qui devient le premier single de l'album, disponible sur les plateformes de téléchargement depuis le 28 février. En début février 2011, un article de Christophe Basterra paraît sur le site Internet du groupe. Il révèle une partie des titres du futur album. Guillaume Le Guen est remplacé à la basse par Marc Zory-Casali après la fin de l'enregistrement en studio du troisième album.

## Projets parallèles
Franck Pompidor, le batteur, est également disquaire. Ses magasins sont Ground Zero, place Sainte Marthe et Nationale 7 rue du Faubourg Poissonnière à Paris. Marc Zory-Casali, bassiste du groupe depuis septembre 2010, a été le bassiste du groupe Sheraff, du groupe Franz is Dead (projet solo du chanteur, guitariste, et auteur-compositeur du groupe Eldia), et le bassiste et chanteur du groupe Arun Tazieff.

## Membres

### Membres actuels
- Olivier Jourdan - chant
- Cyrille Sudraud - guitare
- Franck Pompidor - batterie
- Marc Zory-Casali - basse (depuis septembre 2010)
- Wilfried Jourdan - clavier

### Anciens membres
- Guillaume Le Guen - basse (2002-2010)